# Hear What I Say
Hear What I Say – szósty album niemieckiej piosenkarki C.C. Catch wydany w 1989 roku przez wytwórnię Metronome. Płyta zawiera 10 nagrań. Jest to jak dotąd jedyny album artystki bez jakiejkolwiek współpracy z Dieterem Bohlenem, w jego produkcję zaangażowani byli Andy Taylor (członek Duran Duran), Dave Clayton, Jo Dworniak, Duncan Bridgeman oraz sama C.C. Catch. Płytę promowały dwa single: „Big Time” i „Midnight Hour”. Album okazał się komercyjnym niewypałem, osiągając zdecydowanie niższe pozycje na listach niż poprzednie LP piosenkarki (z okresu jej współpracy z Dieterem Bohlenem).

## Lista utworów

### Wydanie na płycie CD[1]
| Nr  | Tytuł utworu                      | Długość |
| --- | --------------------------------- | ------- |
| 1.  | „Midnight Hour”                   | 4:35    |
| 2.  | „Big Time”                        | 3:51    |
| 3.  | „Love Away”                       | 4:12    |
| 4.  | „Give Me What I Want”             | 3:47    |
| 5.  | „I’m Gonna Miss You”              | 5:40    |
| 6.  | „Backgirl”                        | 3:31    |
| 7.  | „Can’t Catch Me”                  | 3:51    |
| 8.  | „Hear What I Say”                 | 3:49    |
| 9.  | „Nothing’s Gonna Change Our Love” | 3:50    |
| 10. | „Feels Like Heaven”               | 5:20    |
|     |                                   | 42:26   |

### Wydanie na płycie winylowej[2]
| Strona A | Strona A              | Strona A |
| Nr       | Tytuł utworu          | Długość  |
| -------- | --------------------- | -------- |
| 1.       | „Midnight Hour”       | 4:35     |
| 2.       | „Big Time”            | 3:51     |
| 3.       | „Love Away”           | 4:12     |
| 4.       | „Give Me What I Want” | 3:47     |
| 5.       | „I’m Gonna Miss You”  | 5:40     |
|          |                       | 22:05    |

| Strona B | Strona B                          | Strona B |
| Nr       | Tytuł utworu                      | Długość  |
| -------- | --------------------------------- | -------- |
| 1.       | „Backgirl”                        | 3:31     |
| 2.       | „Can’t Catch Me”                  | 3:51     |
| 3.       | „Hear What I Say”                 | 3:49     |
| 4.       | „Nothing’s Gonna Change Our Love” | 3:50     |
| 5.       | „Feels Like Heaven”               | 5:20     |
|          |                                   | 20:21    |

## Listy przebojów (1989)
| Państwo                | Najwyższe miejsce |
| ---------------------- | ----------------- |
| Hiszpania (AFYVE)      | 46                |
| Niemcy (Media Control) | 75                |

## Autorzy[5]
- Autor tekstów: C.C. Catch / Dave Clayton / Jo Dworniak (3, 4, 7, 8, 9, 10), Cindy Valentine / Tony Green (1), C.C. Catch / Georg & Martin Koppehele (2), Mennana Szimanneck / Peter Szimanneck (5),  Andreas Van Kane / Nicholas Marriot (6)
- Śpiew: C.C. Catch
- Producent: Andy Taylor (1, 5, 6), Dave Clayton (3, 4, 7, 8, 9, 10), Jo Dworniak (3, 4, 7, 8, 9, 10), Avenue (2)
- Współproducent: Dave Clayton (1, 2), Jo Dworniak (1, 2), Duncan Bridgeman (5, 6)